# Спокес
Спокес — фракийский правитель IV века до н. э.
О Спокесе известно из обнаруженных с именем этого правителя серебряных монет абдерского типа, на которых изображены голова Аполлона и грифон. Исследователь Мэй отнёс период их чеканки к 375/3 – 365/60 годам IV века до н. э., а, как отметили Т. Д. Златковская , К. А. Анисимов и П. Делев, этот нумизматический материал датируется, скорее всего, 60-м годами IV века до н. э. Для него характерно наличие букв ВА.., что, по мнению Златковской, видимо, является началом слова «басилевс». У одрисских царей и парадинастов, в отличие от некоторых фракийских правителей более раннего периода, титул на монетах не указывался. Его появление советская исследовательница связала не с возвратом к прежней традиции, а с заимствованием у македонян. А. Фол в целом согласился с этим предположением. По мнению П. Делева, Спокес властвовал у эдонов либо у одомантов.